# Диперц
Диперц (њем. Dipperz) општина је у њемачкој савезној држави Хесен. Једно је од 23 општинска средишта округа Фулда. Према процјени из 2010. у општини је живјело 3.355 становника. Посједује регионалну шифру (AGS) 6631003.

## Географски и демографски подаци
Диперц се налази у савезној држави Хесен у округу Фулда. Општина се налази на надморској висини од 355 метара. Површина општине износи 30,0 km². У самом мјесту је, према процјени из 2010. године, живјело 3.355 становника. Просјечна густина становништва износи 112 становника/km².